# 萨马蔡
萨马蔡（義大利語：Samatzai），是意大利撒丁大区南撒丁省的一个市镇。总面积31.12平方公里，人口1733人，人口密度55.7人/平方公里（2009年）。ISTAT代码为092053。